# تغزوت (ولاية الوادي)
تغزوت هي بلدية من بلديات دائرة قمار بولاية الوادي الجزائرية، وبها مغارات ابن خلدون أو ما يعرف بخلوة ابن خلدون التي مكث بها لتأليف مقدمته الشهيرة مقدمة ابن خلدون وقد إنبثقت عن التقسيم الإداري لسنة 1985.

## الموقع الجغرافي
تقع بلدية تغزوت بولاية الوادي في الناحية الغربية من وادي سوف والشرقية من وادي ريغ، مساحتها 539 كم2 وترتفع عن سطح البحر بمعدل 45 مترا، يقطعها الطريق الوطني رقم 48، من الشمال نحو الجنوب، الذي يربط ولاية الوادي بولاية بسكرة، تبعد تغزوت عن مقر الولاية بـ 12 كلم.وعن الجزائر العاصمة ب633 كيلومترا ويحدها كل من:
- شمالا: الرقيبة وقمار
- جنوبا: ورماس وكوينين
- شرقا: حساني عبد الكريم
- غربا: العرفجي

## أصل التسمية
تعد بلدة تغزوت ثاني أقدم المدن بوادي سوف بعد بلدة الزقم، والتي كانت في القديم تسمى “جُلْهُمَةُ”، ولما خربت جلهمة بسبب الوباء الذي أصاب أهلها ولم يبقى إلا أهل تغزوت، أصبحت القوافل التجارية المتوجهة للمنطقة، تعرفها بمنطقة “أرض أهل تغزوت”
و المقصود بهده الكلمة الأمزيغية حافة الوادي (المجرى المائي) الذي به الأشجار والعشب كما وجد هذا الأسم تغزوت في كتاب «فصل المقام ما بين الحكمة والشريعة» حيث قيل انه يوجد باب في المغرب في مدينة مراكش يسمى «باب تغزوت», والراجح عند السكان اليوم ان تغزوت تكونت تحت يد «بني سليمان» الذين قدمو من الشرق الجزائري وبتحديد من أعالي الزيبان مابين بسكرة وخنشلة بجبل “شاشار” ، ليعلمون الناس القرآن وقد بينت الآثار القديمة في الجهة الشرقية أنها كانت ضمن سبع قصور المدعوة قصور الرهبان وعندما نزلوا فيها سموها بتغزوت وذلك نسبة لبلدهم تغزوت واستمرت هذه التسمية إلى يوم.

## السكان
يقطن البلدية أكثر من 43 الف نسمة حسب تقديرات سنة 2013تتميز المدينة عن باقي بلديات الولاية بانها دات طابع عمراني متلاصق بمساحة 12 كلم مربع وتعرف البلدية توسعا عمرانيا كبيرا في السنوات الاخيرة. تتكون المدينة من منطقتين كبرتين الأولى المنطقة الشرقية والثانية الضفة الغربية ويتميز سكانها بالطيبة والكرم واحسان الضيف تتكون المدينة من عدة احياء شعبية مثل حي 5 جويلية وحي العالية في اعالي المدينة وحي النصر لي مورتير بالإضافة إلى شارع الركنة ومجموعة من الاحياء الجديدة دات الكثافة السكانية العالية منها حي 16 جانفي بكثافة سكانية تقدر ب حوالي 2500 ساكن و حي المنظر الجميل ب 7 الاف ساكن وحي الهواء الطلق ب 4 الاف ساكن وحي 1 نوفمبر ب 1200 ساكن وحي 280 سكن ب 3900 ساكن. سكان المدينة يعرفون بالنشاط الفلاحي وتعتبر البلدية أول منتج للبطاطا في ولاية الوادي لعدة مواسم سابقة اما التجارة فسكان البلدية يركزون نشاطهم في المدن والولايات المجاورة بالإضافة إلى الجزائر العاصمة اين يوجد أكثر من 3500 مواطن من البلدية يشتغلون في التجارة والصناعة ولعل من ابرز المظاهر المميزة في المدينة هو هجرة السكان صيفا إلى المدن الساحلية اين تتوافد المئات من العائلات خصوصا إلى عنابة والعاصمة اين تعرف الشوارع خلوا كبيرا من السكان.يمر على البلدية الطريق الوطني رقم 48 وتبعد عن مقر الولاية ب 14 كلم. في جانب الرياضة يوجد نادي في البلدية وهو مولودية شباب تغزوت MCTويحمل الاوان الحمراء والسوداء والنادي الرياضي لشباب مديتة تغزوت CRACT ويحمل الألوان الحمراء والخضراء والبيضاء والنادي الرياضي للهواة نجوم النصر تغزوت CNNT ويحمل الالوان السوداء والصفراء وتعرف المدينة حبا كبيرا لكرة القدم ويعتبر نصف متتبعي الكرة يعشقون اتحاد الحراش محليا وبرشلونة ويوفنتوس وريال مدريد أوروبيا.
يوجد بالمدينة 10 مساجد وهم مسجد العتيق أول مسجد في الجنوب الجزائري وبني 489 ميلادي ومسجد السنة ومسجد إبراهيم الخليل ومسجد الشيخ عبد الكريم قمازي أحد رجال المنطقة التاريخيين ومسجد الزاوية التيجانية. ويوجد البلدية 15 ابتدائية و3 متوسطات اشهرها متوسطة مصطفى بن بولعيد بطاقة استيعاب 1200 طالب والمتوسطة الشرقية ب 850 طالب بالإضافة إلى ثانوية واحدة تقع في وسط المدينة. اما في جانب التنمية يوجد ملعبين بلديين بالإضافة إلى 10 ملاعب جوارية وساحة للترفيه في حي النصر بالإضافة إلى دارين للشباب.

## أحياء البلدية
- حي المنظر الجميل.
- حي 8ماي بالمدينة الجديدة.
- حي الهواء الطلق.
- حي لي مورتير.
- حي لا كومين.
- حي سيدي بوعزيزة.
- حي الهواء الطلق.
- حي النصر.
- المدنية.
- المحمدية.
- تغزوت الجديدة.
- 400 سكن.
- حي العتيق.
- الضفة الغربية.
- حي 5 جويلية.
- حي العالية.
- حي قنداهار.
- حي مولدي لعوينات